# VIRUS (Zeitschrift)
VIRUS – The Dark Side of Entertainment ist eine deutschsprachige Zeitschrift mit dem thematischen Schwerpunkt Horror, die seit 2004 zweimonatlich erscheint. Der Sitz der Zeitschrift ist Frankfurt am Main in Deutschland.

## Themen und Inhalte
Inhaltlich befasst sich das Magazin mit den Genres Horror, Fantasy und Mystery in all ihren Façetten. In jeder Ausgabe sind neben aktuellen Horrorfilm-, TV-, Literatur-, Games-, Hörbuch- und Musikrezensionen auch Interviews mit Kulturschaffenden aus den Bereichen Musik, Kunst und Handwerk, sowie umfangreiche Artikel zu Schwerpunktthemen enthalten. Die jeweiligen Artikel befassen sich neben popkulturellen Themen auch mit Aspekten der Gothic-Kultur.
Zusätzlich zeichnet sich die Zeitschrift durch einen umfangreichen Retro-Teil aus, der sich mit älteren Filmen befasst. In wiederkehrenden Rubriken werden dort Subgenres wie Giallo, Creature Feature, Gore und Slasher beleuchtet. Seit Ausgabe Nr. 91 ziert die Umschlagrückseite jeder Ausgabe ein Retro-Filmcover zu einem älteren Film, der im Retro-Teil des jeweiligen Hefts vorgestellt wird. Die meisten dieser Titel werden inzwischen als Kultklassiker des Horrorgenres gehandelt.

## Vertrieb
Seit Ausgabe Nr. 75 erhalten Abonnenten zusätzlich zu jedem Hauptheft ein Beilagenheft. Neben fünf Ausgaben des 18-seitigen Minihefts SuperVIRUS, die sich jeweils einem Schwerpunktthema widmen, wird mit der letzten regulären Ausgabe von VIRUS des jeweiligen Jahres die Beilage VIRUS Chronicles herausgegeben, die einen Jahresrückblick enthält. Die Entstehung der Heftbeilage für Abonnenten ging zugleich mit einer Seitenzahlreduzierung des Hauptheftes einher, das seitdem einen Umfang von 100 Seiten besitzt.

## Weitere Publikationen
Zusätzlich zu den regulären ausgaben werden Sonderhefte unter dem VIRUS-Label veröffentlicht. In der Sonderheft-Reihe Retro VIRUS erscheinen unter anderem die Hefte Early Screams, die sich mit der Geschichte und den Meilensteinen des Horrorfilms auseinandersetzen. Auch die ClasSICKs-Hefte, in denen Bestenlisten zu bestimmten Subgenres veröffentlicht werden, gehören zu Retro VIRUS. VIRUS Readers Choice ist eine Sonderheft-Reihe, in der jedes Heft einem bestimmten Thema oder Subgenre wie beispielsweise Giallo, Monster Trash, Hammer oder Science-Fiction gewidmet ist. Das jeweilige Heft besteht aus 32 Filmvorstellungen sowie den dazugehörigen Filmpostern im DIN-A3-Format.
Neben Sonderheften werden seit 2015 auch VIRUS‑Bücher verlegt. Bisher erschienen sind The VIRUS Book of Zombies, The 2nd VIRUS Book of Zombies, The Ultimate VIRUS Book of Zombies und The Little VIRUS Book of Satan.
Seit 2018 wird jedes Jahr ein VIRUS-Taschenkalender veröffentlicht, der zusätzlich zu einem Wochenkalendarium auch die Geburts- und Todestage berühmter Persönlichkeiten aus dem Horrorgenre sowie kürzere Artikel und Filmfakten enthält.

## Sonstiges
Um Kulturschaffende in der Horror- und Phantastikszene während der Covid-19-Pandemie zu unterstützen, bot VIRUS in drei Ausgaben kostenlose Anzeigenflächen.
Mit der Veröffentlichung des Sonderhefts VIRUS Readers Choice: Backwoods erschien das erste Set der VIRUS Creepy ClasSICKs-Sammelkarten. Ursprünglich sollten über einen Zeitraum von zwei Jahren hinweg insgesamt 99 Sammelkarten in elf Sets veröffentlicht werden. Inzwischen sind allerdings bereits über 100 Karten erschienen.